# Anton van Vaudémont
Anton van Vaudémont (circa 1400 – 22 maart 1458) was van 1418 tot aan zijn dood graaf van Vaudémont en heer van Joinville en van 1452 tot aan zijn dood door huwelijk graaf van Aumale en baron van Elbeuf. Hij behoorde tot het huis Lotharingen.

## Levensloop
Anton was de zoon van Ferry van Lotharingen en gravin Margaretha van Vaudémont. In 1418 volgde hij zijn moeder op als graaf van Vaudémont en heer van Joinville. Op 12 augustus 1416 huwde hij met Maria (1398-1476), dochter en erfgename van graaf Jan VII van Harcourt. In 1452 volgde het echtpaar Jan VII op als graaf van Aumale en als baron van Elbeuf. Ze kregen volgende kinderen:
- Ferry II (1428-1470), graaf van Vaudémont en heer van Joinville
- Jan VIII (overleden in 1473), graaf van Aumale en baron van Elbeuf
- Hendrik (overleden in 1505), bisschop van Thérouanne en bisschop van Metz
- Maria (overleden in 1455), huwde in 1450 met burggraaf Alain IX van Rohan
- Margaretha (overleden na 1477), huwde in 1432 met Anton van Croÿ

Anton was een neef van hertog Karel II van Lotharingen en aangezien die geen zonen had, was het de bedoeling dat hij Karel zou opvolgen. Karel stelde echter zijn dochter Isabella, die in 1420 gehuwd was met René I van Anjou, aan als zijn erfopvolgster. Omdat Anton dit aanvocht, werd hij in 1425 door Karel formeel onterfd. Nadat Karel Antons domeinen had aangevallen, sloot hij een bondgenootschap met de machtige hertog Filips de Goede van Bourgondië. 
Toen Karel op 25 januari 1431 stierf en opgevolgd werd door zijn dochter Isabella en zijn schoonzoon René I van Anjou, nam Anton de strijd om het hertogdom opnieuw op. Op 31 januari deed hij zijn intrede in de hertogelijke hoofdstad Nancy. Maar zijn aanspraken werden daar door de hertogelijke raad verworpen. Nadat Anton had geweigerd leenhulde te brengen aan René, verklaarde die laatste zijn leengoederen vervallen. Het kwam tot een openlijke strijd waarbij René het kasteel van Vaudémont belegerde. Anton was intussen in Vlaanderen om ridders voor zijn leger te ronselen. Het Lotharings leger onder leiding van René van Anjou en het leger van Anton, geleid door de Bourgondische maarschalk Antoon van Toulongeon ontmoetten elkaar op 2 juli 1431 bij Bulgnéville. Tijdens de Slag bij Bulgnéville werden de Lotharingers verslagen en René van Anjou werd gevangen genomen. 
Op 10 oktober 1432 kwamen Anton en René overeen om Filips de Goede als bemiddelaar aan te stellen, wat in februari 1433 in Brussel tot een overeenkomst leidde. Hierbij kwamen beide partijen onder andere overeen om een huwelijk te arrangeren tussen Antons zoon Ferry II en Renés dochter Yolande. Toen keizer Sigismund in 1434 René officieel beleende met het hertogdom Lotharingen, wendde Anton zich opnieuw tot Filips de Goede, wat echter niets veranderde. Op 27 maart 1441 gaf hij in het verdrag van Reims zijn rechten op Lotharingen formeel op, waarbij eveneens de onafhankelijkheid van het graafschap Vaudémont werd bevestigd. Vervolgens werden Ferry II en Yolande formeel verloofd, waarna in 1445 in Nancy hun huwelijk plaatsvond. Op die manier kon Antons kleinzoon René II in 1473 hertog van Lotharingen worden. In 1457 waagde Anton nog een laatste kans door Filips de Goede  de verdeling van Lotharingen te vragen. Maar deze wilde daar niet op ingaan.
In 1458 stierf Anton, waarna hij werd bijgezet in de Cordelierskerk van Nancy.  

## Voorouders
| Voorouders van Antoine van Vaudémont (1400-1458) | Voorouders van Antoine van Vaudémont (1400-1458)                              | Voorouders van Antoine van Vaudémont (1400-1458)                              | Voorouders van Antoine van Vaudémont (1400-1458)                                    | Voorouders van Antoine van Vaudémont (1400-1458)                                    | Voorouders van Antoine van Vaudémont (1400-1458)                              | Voorouders van Antoine van Vaudémont (1400-1458)                              | Voorouders van Antoine van Vaudémont (1400-1458)                              | Voorouders van Antoine van Vaudémont (1400-1458)                              |
| ------------------------------------------------ | ----------------------------------------------------------------------------- | ----------------------------------------------------------------------------- | ----------------------------------------------------------------------------------- | ----------------------------------------------------------------------------------- | ----------------------------------------------------------------------------- | ----------------------------------------------------------------------------- | ----------------------------------------------------------------------------- | ----------------------------------------------------------------------------- |
| Overgrootouders                                  | Rudolf van Lotharingen (1320-1346) ∞ 1334 Marie van Blois (1323-1363)         | Rudolf van Lotharingen (1320-1346) ∞ 1334 Marie van Blois (1323-1363)         | Everhard II van Württemberg (1315-1392) ∞ 1342 Elisabeth van Henneberg-Schleusingen | Everhard II van Württemberg (1315-1392) ∞ 1342 Elisabeth van Henneberg-Schleusingen | Anselm van Joinville (1265-1343) ∞ Margaretha van Vaudémont (ca.1305–1355)    | Anselm van Joinville (1265-1343) ∞ Margaretha van Vaudémont (ca.1305–1355)    | Jan I van Luxembourg-Ligny (1300-1364) ∞ Alix de Dampierre (1322-1346)        | Jan I van Luxembourg-Ligny (1300-1364) ∞ Alix de Dampierre (1322-1346)        |
| Grootouders                                      | Jan I van Lotharingen (1346-1390) ∞ 1361 Sophia van Württemburg (1343-1369)   | Jan I van Lotharingen (1346-1390) ∞ 1361 Sophia van Württemburg (1343-1369)   | Jan I van Lotharingen (1346-1390) ∞ 1361 Sophia van Württemburg (1343-1369)         | Jan I van Lotharingen (1346-1390) ∞ 1361 Sophia van Württemburg (1343-1369)         | Hendrik V van Vaudémont (1327-1365) ∞ Maria van Ligny (-)                     | Hendrik V van Vaudémont (1327-1365) ∞ Maria van Ligny (-)                     | Hendrik V van Vaudémont (1327-1365) ∞ Maria van Ligny (-)                     | Hendrik V van Vaudémont (1327-1365) ∞ Maria van Ligny (-)                     |
| Ouders                                           | Ferry I van Vaudémont (1368-1415) ∞ 1392 Margaretha van Vaudémont (1354-1418) | Ferry I van Vaudémont (1368-1415) ∞ 1392 Margaretha van Vaudémont (1354-1418) | Ferry I van Vaudémont (1368-1415) ∞ 1392 Margaretha van Vaudémont (1354-1418)       | Ferry I van Vaudémont (1368-1415) ∞ 1392 Margaretha van Vaudémont (1354-1418)       | Ferry I van Vaudémont (1368-1415) ∞ 1392 Margaretha van Vaudémont (1354-1418) | Ferry I van Vaudémont (1368-1415) ∞ 1392 Margaretha van Vaudémont (1354-1418) | Ferry I van Vaudémont (1368-1415) ∞ 1392 Margaretha van Vaudémont (1354-1418) | Ferry I van Vaudémont (1368-1415) ∞ 1392 Margaretha van Vaudémont (1354-1418) |